# Éclipse solaire du 19 mars 2007
L'éclipse solaire du 19 mars 2007 a été une éclipse solaire partielle. Il s'agit de la 3e éclipse partielle du XXIe siècle.
Elle eut lieu, il y a : 17 ans, 11 mois et 11 jours.

## Visibilité
L'éclipse partielle fut visible le long d'un couloir débutant en Inde, puis au-dessus de l'Asie et l'est de la Sibérie, achevant sa course entre l'Alaska et le pôle Nord.

Animation de l'éclipse du 19 mars 2007.

Le maximum de l'éclipse a traversé successivement les pays suivants :
- Inde
- Pakistan
- Afghanistan
- Turkménistan
- Ouzbékistan
- Kazakhstan
- Russie
- États-Unis (Alaska)

Outre ces pays, l'éclipse fut également visible depuis les pays suivants :
- Bhoutan
- Cambodge
- Canada
- Chine
- Corée du Nord
- Corée du Sud
- Iran
- Japon
- Kirghizistan
- Laos
- Mongolie
- Népal
- Tadjikistan
- Taïwan
- Thaïlande
- Vietnam